# Deuxième circonscription de l'Orne
La deuxième circonscription de l'Orne, aussi appelée circonscription de L'Aigle - Mortagne, est l'une des trois circonscriptions législatives françaises que compte le département de l'Orne (61) situé en région Normandie. Elle se compose des régions naturelles du Perche ornais, du pays de L'Aigle et du pays d’Auge ornais.

## Description géographique et démographique

### De 1958 à 1986
La deuxième circonscription de l'Orne était composée de :
- Canton de Bazoches-sur-Hoëne
- Canton de Bellême
- Canton de Gacé
- Canton de la Ferté-Frênel
- Canton de Laigle
- Canton de Longny-au-Perche
- Canton du Merlerault
- Canton de Mortagne-au-Perche
- Canton de Moulins-la-Marche
- Canton de Nocé
- Canton de Pervenchères
- Canton de Rémalard
- Canton du Theil
- Canton de Tourouvre

### Depuis 1988
La deuxième circonscription de l'Orne est délimitée par le découpage électoral de 2015, elle regroupe les divisions administratives suivantes : 
- Canton de Bretoncelles
- Canton de Ceton
- Canton d'Écouves
- Canton de l'Aigle
- Canton de Mortagne-au-Perche
- Canton de Rai
- Canton de Tourouvre au Perche
- Canton de Vimoutiers.

D'après le recensement général de la population en 2012, réalisé par l'Institut national de la statistique et des études économiques (INSEE), la population totale de cette circonscription est estimée à 91 868 habitants.

## Historique des députations
| Législature | Début de mandat | Fin de mandat  | Député              | Parti politique | Observations                                                                           |
| ----------- | --------------- | -------------- | ------------------- | --------------- | -------------------------------------------------------------------------------------- |
| IXe         | 23 juin 1988    | 1er avril 1993 | Francis Geng        | UDF             | Il est député depuis 1978, maire de la commune de Bellême.                             |
| Xe          | 2 avril 1993    | 21 avril 1997  | Jean-Claude Lenoir, | UDF,            | Mandat écourté à la suite d'une dissolution parlementaire décidée par Jacques Chirac.  |
| XIe         | 12 juin 1997    | 18 juin 2002   | Jean-Claude Lenoir, | UDF,            |                                                                                        |
| XIIe        | 19 juin 2002    | 19 juin 2007   | Jean-Claude Lenoir, | UMP,            |                                                                                        |
| XIIIe       | 20 juin 2007    | 19 juin 2012   | Jean-Claude Lenoir  | UMP             | Le 25 septembre 2011, il est élu sénateur de l'Orne, par les grands électeurs.         |
| XIVe        | 20 juin 2012    | 20 juin 2017   | Véronique Louwagie  | UMP             | Son suppléant est Vincent Segouin, maire de Bellême.                                   |
| XVe         | 21 juin 2017    | 21 juin 2022   | Véronique Louwagie  | LR              |                                                                                        |
| XVIe        | 22 juin 2022    | 9 juin 2024    | Véronique Louwagie  | LR              | Mandat écourté à la suite d'une dissolution parlementaire décidée par Emmanuel Macron. |
| XVIIe       | 8 juillet 2024  | En cours       | Véronique Louwagie  | LR              |                                                                                        |

## Historique des élections

### Élections de 1958
| Candidat       | Candidat          | Parti          | Premier tour | Premier tour | Second tour | Second tour |  |
| Candidat       | Candidat          | Parti          | Voix         | %            | Voix        | %           |  |
| -------------- | ----------------- | -------------- | ------------ | ------------ | ----------- | ----------- |  |
|                | Roland Boudet élu | UNR            | 12 877       | 31,39        | 21 922      | 57,48       |  |
|                | Paul Pelleray     | CNIP           | 11 827       | 28,83        | Retrait     | Retrait     |  |
|                | Léon Levesque     | Modérés        | 5 765        | 14,05        | 10 971      | 28,77       |  |
|                | Louis Mermaz      | UDSR           | 3 658        | 8,92         | 2 634       | 6,91        |  |
|                | Maurice Motier    | Radsoc         | 3 178        | 7,75         | Retrait     | Retrait     |  |
|                | Lucien Chatelais  | PCF            | 2 544        | 6,2          | 2 613       | 6,85        |  |
|                | Pierre Champagne  | UFF            | 1 175        | 2,86         |             |             |  |
|                |                   |                |              |              |             |             |  |
| Inscrits       | Inscrits          | Inscrits       | 53 330       | 100,00       | 53 318      | 100,00      |  |
| Abstentions    | Abstentions       | Abstentions    | 10 923       | 20,48        | 13 814      | 25,91       |  |
| Votants        | Votants           | Votants        | 42 407       | 79,52        | 39 504      | 74,09       |  |
| Blancs et nuls | Blancs et nuls    | Blancs et nuls | 1 383        | 3,26         | 1 364       | 3,45        |  |
| Exprimés       | Exprimés          | Exprimés       | 41 024       | 96,74        | 38 140      | 96,55       |  |

Le suppléant de Roland Boudet était Pierre Lallemant, cultivateur à Irai.

### Élections de 1962
| Candidat       | Candidat              | Parti          | Premier tour | Premier tour | Second tour | Second tour |  |
| Candidat       | Candidat              | Parti          | Voix         | %            | Voix        | %           |  |
| -------------- | --------------------- | -------------- | ------------ | ------------ | ----------- | ----------- |  |
|                | Ernest Voyer élu      | UNR-UDT        | 10 119       | 30,79        | 14 079      | 39,98       |  |
|                | Roland Boudet sortant | Modérés        | 8 954        | 27,24        | 12 119      | 34,41       |  |
|                | Louis Mermaz          | UDSR           | 5 755        | 17,51        | 9 017       | 25,61       |  |
|                | Jean-Marie Daillet    | MRP            | 3 997        | 12,16        | Retrait     | Retrait     |  |
|                | Michel Poilpré        | PCF            | 2 537        | 7,72         | Retrait     | Retrait     |  |
|                | Lucien Petel          | SFIO           | 1 506        | 4,58         |             |             |  |
|                |                       |                |              |              |             |             |  |
| Inscrits       | Inscrits              | Inscrits       | 51 949       | 100,00       | 52 013      | 100,00      |  |
| Abstentions    | Abstentions           | Abstentions    | 17 102       | 32,92        | 15 597      | 29,99       |  |
| Votants        | Votants               | Votants        | 34 847       | 67,08        | 36 416      | 70,01       |  |
| Blancs et nuls | Blancs et nuls        | Blancs et nuls | 1 979        | 5,68         | 1 201       | 3,3         |  |
| Exprimés       | Exprimés              | Exprimés       | 32 868       | 94,32        | 35 215      | 96,7        |  |

Le suppléant d'Ernest Voyer était Charles Gireaux, conseiller général, maire adjoint de Pervenchères.

### Élections de 1967
| Candidat       | Candidat             | Parti          | Premier tour | Premier tour | Second tour | Second tour |  |
| Candidat       | Candidat             | Parti          | Voix         | %            | Voix        | %           |  |
| -------------- | -------------------- | -------------- | ------------ | ------------ | ----------- | ----------- |  |
|                | Ernest Voyer sortant | UD-Ve          | 12 131       | 30,65        | 15 710      | 40,19       |  |
|                | Roland Boudet élu    | CD (PDM)       | 10 298       | 26,02        | 15 835      | 40,51       |  |
|                | Joseph Camus         | FGDS (CIR)     | 5 626        | 14,21        | 7 537       | 19,28       |  |
|                | Henri Olivier        | CNIP           | 5 168        | 13,05        | Retrait     | Retrait     |  |
|                | Philippe Siguret     | RI             | 3 488        | 8,81         |             |             |  |
|                | Gilles Dubourg       | PCF            | 2 867        | 7,29         |             |             |  |
|                |                      |                |              |              |             |             |  |
| Inscrits       | Inscrits             | Inscrits       | 51 041       | 100,00       | 51 041      | 100,00      |  |
| Abstentions    | Abstentions          | Abstentions    | 10 293       | 20,17        | 11 032      | 21,61       |  |
| Votants        | Votants              | Votants        | 40 748       | 79,83        | 40 009      | 78,39       |  |
| Blancs et nuls | Blancs et nuls       | Blancs et nuls | 1 170        | 2,87         | 927         | 2,32        |  |
| Exprimés       | Exprimés             | Exprimés       | 39 578       | 97,13        | 39 082      | 97,68       |  |

Le suppléant de Roland Boudet était Pierre Lallemant.
Élection annulée par le Conseil constitutionnel.

### Élections partielles de 1967
| | Roland Boudet sortant réélu | CD (PDM)       | 19 043 | 57,17  |  |  |  |
| | Ernest Voyer                | UDR (URP)      | 7 899  | 23,71  |  |  |  |
| | Gérard Nouhant              | Divers droite  | 3 496  | 10,50  |  |  |  |
| | Gilles Dubourg              | PCF            | 2 872  | 8,62   |  |  |  |
| |                             |                |        |        |  |  |  |
| Inscrits | Inscrits                    | Inscrits       | 50 574 | 100,00 |  |  |  |
| Abstentions | Abstentions                 | Abstentions    | 16 184 | 32     |  |  |  |
| Votants | Votants                     | Votants        | 34 390 | 68     |  |  |  |
| Blancs et nuls | Blancs et nuls              | Blancs et nuls | 1 080  | 3,14   |  |  |  |
| Exprimés | Exprimés                    | Exprimés       | 33 310 | 96,86  |  |  |  |
| Source : France, Ministère de l'intérieur. Les Elections législatives . Métropole., la Documentation française, 1968 (lire en ligne) |                             |                |        |        |  |  |  |

### Élections de 1968
| Candidat       | Candidat                    | Parti          | Premier tour | Premier tour | Second tour | Second tour |  |
| Candidat       | Candidat                    | Parti          | Voix         | %            | Voix        | %           |  |
| -------------- | --------------------------- | -------------- | ------------ | ------------ | ----------- | ----------- |  |
|                | Roland Boudet sortant réélu | CD (PDM)       | 17 568       | 43,63        | 21 662      | 57,01       |  |
|                | Léon Labbé                  | UDR (URP)      | 11 110       | 27,59        | 16 335      | 42,99       |  |
|                | Pierre Ferri                | RI             | 5 702        | 14,16        | Retrait     | Retrait     |  |
|                | Serge Caillouet             | FGDS (SFIO)    | 3 046        | 7,56         |             |             |  |
|                | Gilles Dubourg              | PCF            | 2 841        | 7,06         |             |             |  |
|                |                             |                |              |              |             |             |  |
| Inscrits       | Inscrits                    | Inscrits       | 50 588       | 100,00       | 50 588      | 100,00      |  |
| Abstentions    | Abstentions                 | Abstentions    | 9 660        | 19,1         | 11 437      | 22,61       |  |
| Votants        | Votants                     | Votants        | 40 928       | 80,9         | 39 151      | 77,39       |  |
| Blancs et nuls | Blancs et nuls              | Blancs et nuls | 661          | 1,62         | 1 154       | 2,95        |  |
| Exprimés       | Exprimés                    | Exprimés       | 40 267       | 98,38        | 37 997      | 97,05       |  |

Le suppléant de Roland Boudet était Pierre Lallemant.

### Élections de 1973
| Candidat       | Candidat                    | Parti               | Premier tour | Premier tour | Second tour | Second tour |  |
| Candidat       | Candidat                    | Parti               | Voix         | %            | Voix        | %           |  |
| -------------- | --------------------------- | ------------------- | ------------ | ------------ | ----------- | ----------- |  |
|                | Roland Boudet sortant réélu | CD (MR)             | 18 830       | 44,84        | 18 976      | 45,9        |  |
|                | Michel Bruguière            | Divers droite (URP) | 12 991       | 30,94        | 13 770      | 33,31       |  |
|                | Serge Caillouet             | PS (UGSD)           | 5 712        | 13,6         | 8 595       | 20,79       |  |
|                | Gilles Dubourg              | PCF                 | 4 458        | 10,62        |             |             |  |
|                |                             |                     |              |              |             |             |  |
| Inscrits       | Inscrits                    | Inscrits            | 51 468       | 100,00       | 51 453      | 100,00      |  |
| Abstentions    | Abstentions                 | Abstentions         | 8 573        | 16,66        | 9 579       | 18,62       |  |
| Votants        | Votants                     | Votants             | 42 895       | 83,34        | 41 874      | 81,38       |  |
| Blancs et nuls | Blancs et nuls              | Blancs et nuls      | 904          | 2,11         | 533         | 1,27        |  |
| Exprimés       | Exprimés                    | Exprimés            | 41 991       | 97,89        | 41 341      | 98,73       |  |

Le suppléant de Roland Boudet était Francis Geng, maire adjoint de Bellême.

### Élections de 1978
| Candidat       | Candidat         | Parti          | Premier tour | Premier tour | Second tour | Second tour |  |
| Candidat       | Candidat         | Parti          | Voix         | %            | Voix        | %           |  |
| -------------- | ---------------- | -------------- | ------------ | ------------ | ----------- | ----------- |  |
|                | Francis Geng élu | UDF (CDS)      | 13 396       | 28,37        | 29 426      | 61,25       |  |
|                | Michel Bruguière | RPR            | 11 080       | 23,47        | Retrait     | Retrait     |  |
|                | André Grudet     | PS             | 9 671        | 20,48        | 18 613      | 38,75       |  |
|                | Jacky Roger      | PCF            | 5 394        | 11,43        |             |             |  |
|                | Gérard Nouhant   | CNIP           | 5 080        | 10,76        |             |             |  |
|                | Évelyne Ollivier | LO             | 1 463        | 3,1          |             |             |  |
|                | Ernest Girard    | FN             | 413          | 0,87         |             |             |  |
|                | Henri Auclair    | UOPDP          | 381          | 0,81         |             |             |  |
|                | B. Pelletier     | Divers         | 334          | 0,71         |             |             |  |
|                |                  |                |              |              |             |             |  |
| Inscrits       | Inscrits         | Inscrits       | 58 570       | 100,00       | 58 560      | 100,00      |  |
| Abstentions    | Abstentions      | Abstentions    | 9 728        | 16,61        | 9 444       | 16,13       |  |
| Votants        | Votants          | Votants        | 48 842       | 83,39        | 49 116      | 83,87       |  |
| Blancs et nuls | Blancs et nuls   | Blancs et nuls | 1 630        | 3,34         | 1 077       | 2,19        |  |
| Exprimés       | Exprimés         | Exprimés       | 47 212       | 96,66        | 48 039      | 97,81       |  |

Le suppléant de Francis Geng était René Fortier, docteur-vétérinaire, maire adjoint de La Ferté-Frênel.

### Élections de 1981
| Candidat       | Candidat                   | Parti          | Premier tour | Premier tour | Second tour | Second tour |  |
| Candidat       | Candidat                   | Parti          | Voix         | %            | Voix        | %           |  |
| -------------- | -------------------------- | -------------- | ------------ | ------------ | ----------- | ----------- |  |
|                | Francis Geng sortant réélu | UDF (CDS)      | 15 218       | 36,47        | 24 048      | 53,71       |  |
|                | André Grudet               | PS             | 14 331       | 34,35        | 20 728      | 46,29       |  |
|                | Michel Bruguière           | RPR            | 9 052        | 21,69        | Retrait     | Retrait     |  |
|                | Alain Haubert              | PCF            | 2 549        | 6,11         |             |             |  |
|                | Léon Levesque              | Divers droite  | 576          | 1,38         |             |             |  |
|                |                            |                |              |              |             |             |  |
| Inscrits       | Inscrits                   | Inscrits       | 59 651       | 100,00       | 59 651      | 100,00      |  |
| Abstentions    | Abstentions                | Abstentions    | 17 188       | 28,81        | 14 078      | 23,6        |  |
| Votants        | Votants                    | Votants        | 42 463       | 71,19        | 45 573      | 76,4        |  |
| Blancs et nuls | Blancs et nuls             | Blancs et nuls | 737          | 1,74         | 797         | 1,75        |  |
| Exprimés       | Exprimés                   | Exprimés       | 41 726       | 98,26        | 44 776      | 98,25       |  |

Le suppléant de Francis Geng était René Fortier, docteur-vétérinaire, maire adjoint de La Ferté-Frênel.

### Élections de 1988
|                | Francis Geng sortant réélu | UDF (CDS) (URC) | 23 520 | 53,74  |  |  |  |
|                | Guy Raffi                  | PS              | 14 157 | 32,35  |  |  |  |
|                | André Cayrel               | FN              | 4 043  | 9,24   |  |  |  |
|                | Jeanne Hardy               | PCF             | 2 046  | 4,67   |  |  |  |
|                |                            |                 |        |        |  |  |  |
| Inscrits       | Inscrits                   | Inscrits        | 66 546 | 100,00 |  |  |  |
| Abstentions    | Abstentions                | Abstentions     | 21 847 | 32,83  |  |  |  |
| Votants        | Votants                    | Votants         | 44 699 | 67,17  |  |  |  |
| Blancs et nuls | Blancs et nuls             | Blancs et nuls  | 933    | 2,09   |  |  |  |
| Exprimés       | Exprimés                   | Exprimés        | 43 766 | 97,91  |  |  |  |

Le suppléant de Francis Geng était Maurice Brard, commerçant, conseiller général DVD du canton de L'Aigle-Ouest, maire adjoint de L'Aigle.

### Élections de 1993
| Candidat       | Candidat               | Parti          | Premier tour | Premier tour | Second tour | Second tour |  |
| Candidat       | Candidat               | Parti          | Voix         | %            | Voix        | %           |  |
| -------------- | ---------------------- | -------------- | ------------ | ------------ | ----------- | ----------- |  |
|                | Jean-Claude Lenoir élu | diss. UDF      | 12 756       | 27,81        | 23 266      | 61,57       |  |
|                | Francis Geng sortant   | UDF (CDS)      | 10 852       | 23,66        | 14 522      | 38,43       |  |
|                | André Grudet           | PS (ADFP)      | 6 340        | 13,82        |             |             |  |
|                | Jean-Pierre Dieutre    | FN             | 5 548        | 12,1         |             |             |  |
|                | Christian Eude         | RPR            | 3 638        | 7,93         |             |             |  |
|                | Bertrand Rio           | GÉ (EÉ)        | 3 225        | 7,03         |             |             |  |
|                | Jeanne Hardy           | PCF            | 1 912        | 4,17         |             |             |  |
|                | Michèle Guerrucci      | LT-LNÉ         | 1 591        | 3,47         |             |             |  |
|                |                        |                |              |              |             |             |  |
| Inscrits       | Inscrits               | Inscrits       | 67 446       | 100,00       | 67 437      | 100,00      |  |
| Abstentions    | Abstentions            | Abstentions    | 19 336       | 28,67        | 22 281      | 33,04       |  |
| Votants        | Votants                | Votants        | 48 110       | 71,33        | 45 156      | 66,96       |  |
| Blancs et nuls | Blancs et nuls         | Blancs et nuls | 2 248        | 4,67         | 7 368       | 16,32       |  |
| Exprimés       | Exprimés               | Exprimés       | 45 862       | 95,33        | 37 788      | 83,68       |  |

Le suppléant de Jean-Claude Lenoir était Patrick de Goussencourt, RPR, agriculteur, maire de Crulai.

### Élections de 1997
| Candidat       | Candidat                         | Parti             | Premier tour | Premier tour | Second tour | Second tour |  |
| Candidat       | Candidat                         | Parti             | Voix         | %            | Voix        | %           |  |
| -------------- | -------------------------------- | ----------------- | ------------ | ------------ | ----------- | ----------- |  |
|                | Jean-Claude Lenoir sortant réélu | UDF (AD)          | 16 935       | 38,16        | 26 222      | 58,59       |  |
|                | Anne-Marie Moretti               | PS                | 8 963        | 20,19        | 18 534      | 41,41       |  |
|                | Christian Turin                  | FN                | 7 577        | 17,07        |             |             |  |
|                | Jean Sellier                     | Divers droite     | 4 995        | 11,25        |             |             |  |
|                | Jeanne Hardy                     | PCF               | 2 140        | 4,82         |             |             |  |
|                | Philippe Volcker                 | Les Verts         | 1 875        | 4,22         |             |             |  |
|                | Nicole Lemaire                   | Divers écologiste | 1 003        | 2,26         |             |             |  |
|                | Christian Gore                   | Extrême droite    | 895          | 2,02         |             |             |  |
|                |                                  |                   |              |              |             |             |  |
| Inscrits       | Inscrits                         | Inscrits          | 67 126       | 100,00       | 67 120      | 100,00      |  |
| Abstentions    | Abstentions                      | Abstentions       | 20 208       | 30,1         | 19 360      | 28,84       |  |
| Votants        | Votants                          | Votants           | 46 918       | 69,9         | 47 760      | 71,16       |  |
| Blancs et nuls | Blancs et nuls                   | Blancs et nuls    | 2 535        | 5,4          | 3 004       | 6,29        |  |
| Exprimés       | Exprimés                         | Exprimés          | 44 383       | 94,6         | 44 756      | 93,71       |  |

Le suppléant de Jean-Claude Lenoir était Jean-Pierre Yvon, RPR, assureur, conseiller municipal de Chandai.

### Élections de 2002
|                | Jean-Claude Lenoir sortant réélu | UMP               | 22 923 | 52,31  |  |  |  |
|                | Anne-Marie Moretti               | PS                | 8 390  | 19,14  |  |  |  |
|                | Claude Guitton                   | FN                | 6 564  | 14,98  |  |  |  |
|                | Sylvie Salaun                    | Les Verts         | 1 286  | 2,93   |  |  |  |
|                | Antoine Rocquemont               | MPF               | 772    | 1,76   |  |  |  |
|                | Jean-Luc Cambon                  | CPNT              | 732    | 1,67   |  |  |  |
|                | Chantal Florès                   | LO                | 670    | 1,53   |  |  |  |
|                | Jean-Louis Mustière              | PCF               | 633    | 1,44   |  |  |  |
|                | Jean-Yves Mitton                 | LCR               | 631    | 1,44   |  |  |  |
|                | Stéphane Guillemot               | Divers écologiste | 489    | 1,12   |  |  |  |
|                | Mireille Lemercier               | MNR               | 489    | 1,12   |  |  |  |
|                | Roger Géraud                     | MÉI               | 246    | 0,56   |  |  |  |
|                |                                  |                   |        |        |  |  |  |
| Inscrits       | Inscrits                         | Inscrits          | 69 440 | 100,00 |  |  |  |
| Abstentions    | Abstentions                      | Abstentions       | 24 689 | 35,55  |  |  |  |
| Votants        | Votants                          | Votants           | 44 751 | 64,45  |  |  |  |
| Blancs et nuls | Blancs et nuls                   | Blancs et nuls    | 926    | 2,07   |  |  |  |
| Exprimés       | Exprimés                         | Exprimés          | 43 825 | 97,93  |  |  |  |

Le suppléant de Jean-Claude Lenoir était Jean-Pierre Yvon.

### Élections de 2007
|                | Jean-Claude Lenoir sortant réélu | UMP            | 23 415 | 54,37  |  |  |  |
|                | Anne-Marie Moretti               | PS             | 7 836  | 18,2   |  |  |  |
|                | Jean Sellier                     | UDF–MoDem      | 5 260  | 12,21  |  |  |  |
|                | Claude Guitton                   | FN             | 2 482  | 5,76   |  |  |  |
|                | Murielle Le Baccon               | Les Verts      | 1 075  | 2,5    |  |  |  |
|                | Natacha Pineau                   | CPNT           | 659    | 1,53   |  |  |  |
|                | Christian Gore                   | MPF            | 631    | 1,47   |  |  |  |
|                | Agnès Montier                    | LCR            | 611    | 1,42   |  |  |  |
|                | Chantal Florès                   | LO             | 460    | 1,07   |  |  |  |
|                | Maurice Engrand                  | Divers         | 445    | 1,03   |  |  |  |
|                | Catherine Lurois                 | Divers         | 189    | 0,44   |  |  |  |
|                |                                  |                |        |        |  |  |  |
| Inscrits       | Inscrits                         | Inscrits       | 70 409 | 100,00 |  |  |  |
| Abstentions    | Abstentions                      | Abstentions    | 26 566 | 37,73  |  |  |  |
| Votants        | Votants                          | Votants        | 43 843 | 62,27  |  |  |  |
| Blancs et nuls | Blancs et nuls                   | Blancs et nuls | 780    | 1,78   |  |  |  |
| Exprimés       | Exprimés                         | Exprimés       | 43 063 | 98,22  |  |  |  |

### Élections de 2012
| Candidat       | Candidat                    | Parti                 | Premier tour | Premier tour | Second tour | Second tour |  |
| Candidat       | Candidat                    | Parti                 | Voix         | %            | Voix        | %           |  |
| -------------- | --------------------------- | --------------------- | ------------ | ------------ | ----------- | ----------- |  |
|                | Véronique Louwagie élue     | UMP                   | 13 068       | 32,84        | 23 162      | 60,00       |  |
|                | Souad El Manaa              | PS (EÉLV)             | 11 106       | 27,91        | 15 441      | 40,00       |  |
|                | Patrick Fourny              | RBM (FN)              | 6 032        | 15,16        |             |             |  |
|                | Jean-François de Caffarelli | diss. UMP             | 3 315        | 8,33         |             |             |  |
|                | Jean Sellier                | Divers droite (MoDem) | 2 859        | 7,18         |             |             |  |
|                | Jean-Claude Marie           | FG (PG)               | 1 423        | 3,58         |             |             |  |
|                | Claude Gazengel             | Divers droite         | 774          | 1,95         |             |             |  |
|                | Bernard Allain              | PDF                   | 368          | 0,92         |             |             |  |
|                | Chantal Flores              | LO                    | 332          | 0,83         |             |             |  |
|                | Dominique Hatton            | DLR                   | 330          | 0,83         |             |             |  |
|                | Georges Hubelhardt          | NPA                   | 186          | 0,47         |             |             |  |
|                |                             |                       |              |              |             |             |  |
| Inscrits       | Inscrits                    | Inscrits              | 68 823       | 100,00       | 68 837      | 100,00      |  |
| Abstentions    | Abstentions                 | Abstentions           | 28 183       | 40,95        | 28 629      | 41,59       |  |
| Votants        | Votants                     | Votants               | 40 640       | 59,05        | 40 208      | 58,41       |  |
| Blancs et nuls | Blancs et nuls              | Blancs et nuls        | 847          | 2,08         | 1 605       | 3,99        |  |
| Exprimés       | Exprimés                    | Exprimés              | 39 793       | 97,92        | 38 603      | 96,01       |  |

### Élections de 2017
|                                                                        |                                                                                               |                           |                           |                          |                          |
|                                                                        |                                                                                               | Premier tour 11 juin 2017 | Premier tour 11 juin 2017 | Second tour 18 juin 2017 | Second tour 18 juin 2017 |
|                                                                        |                                                                                               |                           |                           |                          |                          |
|                                                                        |                                                                                               | Nombre                    | % des inscrits            | Nombre                   | % des inscrits           |
| Inscrits                                                               | Inscrits                                                                                      | 67 459                    | 100,00                    | 67 447                   | 100,00                   |
| Abstentions                                                            | Abstentions                                                                                   | 32 074                    | 47,55                     | 35 218                   | 52,22                    |
| Votants                                                                | Votants                                                                                       | 35 385                    | 52,45                     | 32 229                   | 47,78                    |
|                                                                        |                                                                                               |                           | % des votants             |                          | % des votants            |
| Bulletins blancs                                                       | Bulletins blancs                                                                              | 564                       | 1,59                      | 1 962                    | 6,09                     |
| Bulletins nuls                                                         | Bulletins nuls                                                                                | 206                       | 0,58                      | 699                      | 2,17                     |
| Suffrages exprimés                                                     | Suffrages exprimés                                                                            | 34 615                    | 97,82                     | 29 568                   | 91,74                    |
|                                                                        |                                                                                               |                           |                           |                          |                          |
| Candidat Étiquette politique (partis et alliances)                     | Candidat Étiquette politique (partis et alliances)                                            | Voix                      | % des exprimés            | Voix                     | % des exprimés           |
|                                                                        |                                                                                               |                           |                           |                          |                          |
|                                                                        | Ophélie Lerouge La République en marche !                                                     | 10 727                    | 30,99                     | 13 385                   | 45,27                    |
|                                                                        | Véronique Louwagie (députée sortante) Les Républicains (Union des démocrates et indépendants) | 10 699                    | 30,91                     | 16 183                   | 54,73                    |
|                                                                        | Francine Lavanry Front national                                                               | 5 690                     | 16,44                     |                          |                          |
|                                                                        | Jean-Claude Marie La France insoumise                                                         | 2 987                     | 8,63                      |                          |                          |
|                                                                        | Serge Delavallée Parti socialiste                                                             | 1 854                     | 5,36                      |                          |                          |
|                                                                        | Pierre Ristic Europe Écologie Les Verts                                                       | 1 005                     | 2,90                      |                          |                          |
|                                                                        | Philippe Camus Debout la France                                                               | 694                       | 2,00                      |                          |                          |
|                                                                        | Christophe Laisné Divers gauche (Liberté, égalité, fraternité, pour tous)                     | 398                       | 1,15                      |                          |                          |
|                                                                        | Bernadette Velly Lutte ouvrière                                                               | 305                       | 0,88                      |                          |                          |
|                                                                        | Brigitte Brezel Divers (Union populaire républicaine)                                         | 189                       | 0,55                      |                          |                          |
|                                                                        | Maurice Engrand Divers gauche (Parti de la démondialisation)                                  | 67                        | 0,19                      |                          |                          |
| Source : Ministère de l'Intérieur - Deuxième circonscription de l'Orne |                                                                                               |                           |                           |                          |                          |

### Élections de 2022
| Résultats des élections législatives des 12 et 19 juin 2022 de la 2e circonscription de l'Orne |                          |                                            |                          |              |              |             |             |
| Candidat                                                                                       | Candidat                 | Parti et coalition                         | Nuance                   | Premier tour | Premier tour | Second tour | Second tour |
| Candidat                                                                                       | Candidat                 | Parti et coalition                         | Nuance                   | Voix         | %            | Voix        | %           |
|                                                                                                | Véronique Louwagie       | LR (UDC)                                   | LR                       | 10 759       | 32,72        | 18 118      | 60,80       |
|                                                                                                | Alexandre Morel          | RN                                         | RN                       | 8 067        | 24,53        | 11 679      | 39,20       |
|                                                                                                | Cécile Bussière          | EÉLV (NUPES)                               | NUP                      | 5 318        | 16,17        |             |             |
|                                                                                                | Amale El Khaledi         | Horizons (ENS)                             | ENS                      | 4 562        | 13,87        |             |             |
|                                                                                                | Amaury de Bourbon-Parme  | REC                                        | REC                      | 1 287        | 3,91         |             |             |
|                                                                                                | Denis Mousset            | LMR                                        | DIV                      | 944          | 2,87         |             |             |
|                                                                                                | Christophe Joseph        | GRS (Fédération de la gauche républicaine) | DVG                      | 719          | 2,19         |             |             |
|                                                                                                | Sandrine Marie           | DLF (UPF)                                  | DSV                      | 539          | 1,64         |             |             |
|                                                                                                | Patricia Ansquer         | PA                                         | ECO                      | 427          | 1,30         |             |             |
|                                                                                                | Bernadette Vely          | LO                                         | DXG                      | 259          | 0,79         |             |             |
| Votes valides                                                                                  | Votes valides            | Votes valides                              | Votes valides            | 32 881       | 98,18        | 29 797      | 92,82       |
| Votes blancs                                                                                   | Votes blancs             | Votes blancs                               | Votes blancs             | 468          | 1,40         | 1 817       | 5,66        |
| Votes nuls                                                                                     | Votes nuls               | Votes nuls                                 | Votes nuls               | 143          | 0,43         | 487         | 1,52        |
| Total                                                                                          | Total                    | Total                                      | Total                    | 33 492       | 100          | 32 101      | 100         |
| Abstention                                                                                     | Abstention               | Abstention                                 | Abstention               | 32 578       | 49,31        | 33 966      | 51,41       |
| Inscrits / participation                                                                       | Inscrits / participation | Inscrits / participation                   | Inscrits / participation | 66 070       | 50,69        | 66 067      | 48,59       |

### Élections de 2024
| Candidat                 | Candidat                 | Parti et coalition       | Nuance                   | Premier tour | Premier tour | Second tour | Second tour |
| Candidat                 | Candidat                 | Parti et coalition       | Nuance                   | Voix         | %            | Voix        | %           |
| ------------------------ | ------------------------ | ------------------------ | ------------------------ | ------------ | ------------ | ----------- | ----------- |
|                          | Gérard Vienne            | RN                       | RN                       | 17 502       | 40,01        | 19 261      | 45,57       |
|                          | Véronique Louwagie       | LR                       | LR                       | 14 411       | 32,95        | 23 433      | 54,43       |
|                          | Guillaume Sacriste       | PP (NFP)                 | UG                       | 7 336        | 16,77        |             |             |
|                          | Amale El Khaledi         | HOR (ENS)                | ENS                      | 3 060        | 7,00         |             |             |
|                          | Bernadette Velly         | LO                       | EXG                      | 470          | 1,07         |             |             |
|                          | Séverine Prehu           | DLF                      | DSV                      | 456          | 1,04         |             |             |
|                          | Raymond Herbreteau       | REC                      | REC                      | 455          | 1,04         |             |             |
|                          | Patrick Levacher         | SE                       | DIV                      | 49           | 0,11         |             |             |
|                          |                          |                          |                          |              |              |             |             |
| Votes valides            | Votes valides            | Votes valides            | Votes valides            | 43 739       | 97,80        | 43 054      | 96,27       |
| Votes blancs             | Votes blancs             | Votes blancs             | Votes blancs             | 719          | 1,61         | 1 279       | 2,86        |
| Votes nuls               | Votes nuls               | Votes nuls               | Votes nuls               | 266          | 0,59         | 389         | 0,87        |
| Total                    | Total                    | Total                    | Total                    | 44 724       | 100          | 44 722      | 100         |
| Abstention               | Abstention               | Abstention               | Abstention               | 19 812       | 30,70        | 19 814      | 30,70       |
| Inscrits / participation | Inscrits / participation | Inscrits / participation | Inscrits / participation | 64 536       | 69,30        | 64 536      | 69,30       |

#### Département de l'Orne
- La fiche de l'INSEE de cette circonscription : « Tableaux et Analyses de la deuxième circonscription de l'Orne », sur insee.fr, site de l'Institut national de la statistique et des études économiques (consulté le 10 juin 2007) [PDF]

- « Tous les députés du département de l'Orne depuis 1789 », sur assemblee-nationale.fr, site de l'Assemblée nationale française (consulté le 10 juin 2007)

- « Informations contentieuses sur le département de l'Orne (Élections législatives de 2002) »(Archive.org • Wikiwix • Archive.is • Google • Que faire ?), sur conseil-constitutionnel.fr, site du Conseil constitutionnel (consulté le 13 juin 2007)

#### Circonscriptions en France
- « Carte des circonscriptions législatives en France », sur assemblee-nationale.fr, site de l'Assemblée nationale française (consulté le 10 juin 2007)

- « Résultats électoraux officiels en France »(Archive.org • Wikiwix • Archive.is • Google • Que faire ?), sur interieur.gouv.fr, site du ministère de l'Intérieur (France) (consulté le 13 juin 2007)

- Description et Atlas des circonscriptions électorales de France sur http://www.atlaspol.com, Atlaspol, site de cartographie géopolitique, consulté le 13 juin 2007.